# 迈门辛市
24°44′50″N 90°25′13″E / 24.7471492°N 90.4202734°E
迈门辛市（英語：Mymensingh，孟加拉语读作moy-mon-shin-haw）是孟加拉国迈门辛专区与同名县份首府、最大城市，亦是该国主要城市之一。该市总人口1389918，人口密度44458人每平方千米，位列该国第二。
该市坐落于布拉马普特拉河河畔，海拔19米，于众大型城市中属最高。